# 東原俊郎
東原 俊郎（ひがしはら としろう、1946年（昭和21年） - ）は、日本の実業家。東原興産代表取締役社長、札幌ばんけい代表取締役社長、太陽育成会理事長。
北海道深川市生まれ。札幌光星高等学校を経て、1966年（昭和41年）札幌短期大学商学科卒業。当初はトランペット奏者を志していたが、22歳のときに父が急逝し、家業の土建業を継ぐ。しかし結局会社は2年後に倒産してしまい、昼間はダンプカーの運転手、夜はススキノでトランペットを吹き、夜中にまたダンプカーで土砂運びという生活を30代後半まで続けた。
1988年（昭和63年）パチンコ産業の太陽グループ代表取締役社長・太陽流通代表取締役社長。1994年（平成6年）東原興産代表取締役社長。2000年（平成12年）太陽育成会理事長。2001年（平成13年）NPO法人理事長や太陽グループボランティアチーム理事長も務める。他に北海道少年軟式野球連盟名誉会長として各種スポーツや文化活動を支援している。函館市のまちづくりのためのふるさと納税として1億円を寄付した功績により、2020年（令和2年）に紺綬褒章を受章。
実弟はミュージシャンのジミー東原。バンド「ジミー東原オールスターズ」のメンバーとして、トランペット奏者としても現役で活動している。

## 著書
- 『うちのお父さんはパチンコ屋さん－夢は、みんなでカタッテ喋るべ！』（経済界、2001年）
- 『会社のために働くな！』（ダイヤモンド社、2009年）